# Schlacht von Stångebro

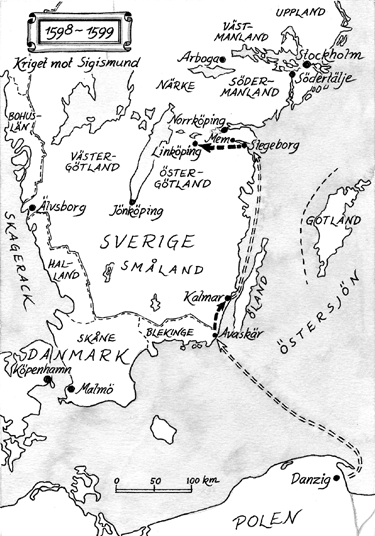
Vormarsch Sigismunds bis vor Linköping

Die Schlacht von Stångebro fand am 25. September 1598 in der Nähe von Linköping statt und beendete faktisch die Personalunion zwischen Polen und Schweden zwischen Polen-Litauen und dem Königreich Schweden, die seit dem Jahr 1592 bestand.
In dieser Schlacht besiegte das schwedische Heer mit ca. 13.000 Mann unter der Führung des Herzogs Karl den polnisch-schwedischen König Sigismund III. Wasa und sein Heer von etwa 8.000 Mann.
König Sigismund wurde daraufhin 1599 durch einen Beschluss des schwedischen Reichstags für abgesetzt erklärt. Der Ausgang der Schlacht begründete den bis ins 17. Jahrhundert dauernden schwedisch-polnischen Gegensatz (Antagonismus) und den Kampf um die Vorherrschaft im Baltikum, der seinen ersten Höhepunkt im Schwedisch-Polnischen Krieg von 1600-1629 fand.